# Балка Новотроїцька
Балка Новотроїцька — один з об'єктів природно-заповідного фонду Запорізької області, ландшафтний заказник місцевого значення.

## Розташування
Заказник розташований в Оріхівському районі, Запорізької області на території Новотроїцької сільської ради, на захід від села Новотроїцьке.

## Історія
Ландшафтний заказник місцевого значення «Балка Новотроїцька» був оголошений рішенням Запорізької обласної ради народних депутатів шостого скликання № 14 від 31 жовтня 2013 року.

## Мета
Мета створення заказника — збереження ландшафтного та біологічного різноманіття, підтримання екологічного балансу, раціональне використання природних і рекреаційних ресурсів Запорізької області.

## Значення
Ландшафтний заказник місцевого значення «Балка Новотроїцька» має особливе природоохоронне, естетичне і пізнавальне значення.

## Загальна характеристика
Загальна площа ландшафтного заказника місцевого значення «Балка Новотроїцька» становить 74,7 га.

## Флора
Територія заказника представлена степовою рослинністю: ковилою волосистою, чагарниками – караганою степовою та скіфською, мигдалем степовим.

## Фауна
На території заказника мешкають представники ентомофауни та плазунів, занесені до Червоної книги України — махаон, подалірій та ящірка зелена.